# A Child of War
Pour plus de détails, voir Fiche technique et Distribution.
A Child of War est un film muet américain réalisé par Thomas H. Ince, sorti en 1913.

## Fiche technique
- Titre : A Child of War
- Réalisation : Thomas H. Ince
- Producteur : Thomas H. Ince
- Société de production : Kay-Bee Pictures
- Société de distribution : Mutual Film	(États-Unis) ; Western Import Company (Royaume-Uni)
- Pays d'origine :  États-Unis
- Langue de tournage : Anglais américain
- Métrage : 600 mètres (2 bobines)
- Format : Noir et blanc — 35 mm — 1,33:1 — Muet
- Genre : Film dramatique
- Durée : 22 minutes
- Dates de sortie : 
  - États-Unis : 30 mai 1913

## Distribution
- Jack Conway : John Judson
- Billie West : Mrs John Judson
- Mildred Harris : Mary Judson